# Landsat

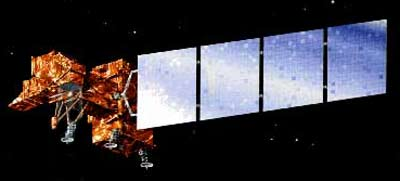
Imatge d'un satèl·lit LandSat 7.

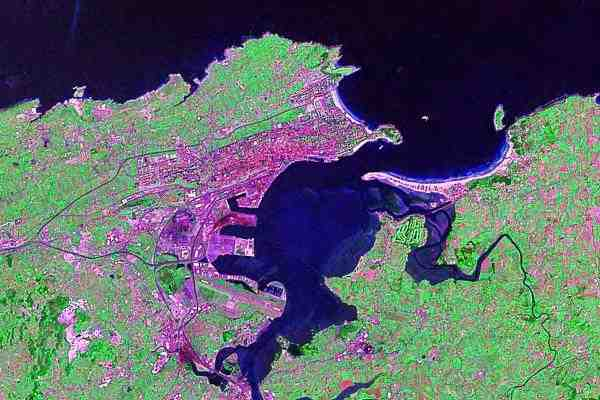
Imatge espectral de la Badia de Santander (Cantabria) feta pel satèl·lit LandSat de la NASA.

Landsat és un programa espacial basat en satèl·lits construïts i posats en òrbita per la NASA, per a l'observació en alta resolució de la superfície terrestre. Els Landsat orbiten al voltant de la Terra en òrbita circular heliosincrònica, a 705 km d'altura, amb una inclinació de 98,2° respecte a l'equador i un període de 99 minuts. L'òrbita dels satèl·lits està dissenyada de tal manera que cada vegada que creuen l'Equador ho fan de nord a sud entre les 10:00 i les 10:15 del matí hora local. Els Landsat estan equipats amb instruments específics per a la teledetecció multiespectral. El primer satèl·lit Landsat (en principi anomenat ERTS-1) va ser llançat el 23 de juliol de 1972. L'últim de la sèrie és el Landsat 7, posat en òrbita el 1999, i és capaç d'aconseguir una resolució espacial de 15 metres.

## Sèrie de satèl·lits Landsat i any del seu llançament[2]
- Landsat 1: 1972
- Landsat 2: 1975
- Landsat 3: 1978
- Landsat 4: 1982
- Landsat 5: 1985
- Landsat 6: 1993 Llançament fallit.
- Landsat 7: 1999

Des de l'any 2004 està plenament operatiu el Landsat 7. Els quatre primers satèl·lits es troben fora de servei.